# Angkor Chey
Angkor Chey (tiếng Khmer: ស្រុកអង្គរជ្រៃ)là một huyện (srok) thuộc tỉnh Kampot, miền nam Campuchia.